# 道格·麥克德莫特
道格·麥克德莫特（英語：Doug McDermott，1992年1月3日—），美國籃球運動員。現在效力於NBA球隊薩克拉門托帝王。他代表美國參加了2011年世界U19籃球錦標賽。他在2014年NBA選秀第一輪第11順位被芝加哥公牛選中。